# Гасанов, Зайнулабид Тухтарханович
Зайнулабид Тухтарханович Гасанов(1 июля 1929 — 6 августа 2012) — советский и российский ученый-педагог, автор педагогической теории воспитания патриотизма и культуры межнационального общения, доктор педагогических наук (2000), профессор, заведующий кафедрой педагогики Дагестанского государственного педагогического университета (1966—2012). Лауреаты Премии Правительства Российской Федерации в области образования (2002).

## Биография
Родился в 1929 году в селении Дегва Сергокалинского района ДАССР (СССР).
В годы Великой Отечественной войны в 1943 году (в 14-летнем возрасте) был тяжело ранен при оказании сопротивления диверсионному немецко-фашистскому отряду.
В 1951 году окончил полный курс историко-филологического факультета Дагестанского педагогического института им. Сулеймана Стальского.
В 1951 году работал директором школы в селении Мекеги Левашинского района ДАССР.
В 1952 году переведен директором Левашинской средней школы ДАССР. За время его работы школы достигла значительных успехов, стала экспериментальной площадкой Дагестанского педагогического института имени Сулеймана Стальского и Министерства просвещения ДАССР.
В 1960—1964 годах работал директором школы № 2 г. Избербаша.
В 1966 году после окончания аспирантуры при НИИ теории и истории педагогики Академии педагогических наук СССР и защиты кандидатской диссертации возглавил кафедру педагогики Дагестанского педагогического института.
В 1967 создал Народный университет научно-педагогических знаний, который работал до 1992 г.
При Народном университете действовало 13 факультетов, 14 отделений, 10 лекториев.
Преподаватели посещали все районы и города Дагестана с лекциями по педагогике.
В 1990 материалы исследований З. Т. Гасанова стали предметом изучения Министерства народного образования СССР. На базе Дагестанского государственного педагогического университета был в 1994 году был создан Межвузовский центр по разработке методологического обеспечения новых подходов к формированию культуры межнационального общения под руководством под его руководством.
Скончался 6 августа 2012 года.

## Научные достижения
Разработанная теория воспитания патриотизма и культуры межнационального общения легла в основу нового учебного предмета для педагогических вузов Российской Федерации «Педагогика межнационального общения», которая вошла во все Государственные образовательные стандарты высшего педагогического образования России. Учебник «Педагогика межнационального общения» был рекомендован Министерством общего и профессионального образования России в качестве учебного пособия для студентов педагогических вузов и университетов.
Материалы исследования вошли в состав первой федеральной Программы патриотического воспитания граждан Российской Федерации (Постановление Правительства РФ от 16 февраля 2001 г. N 122 "О государственной программе «Патриотическое воспитание граждан Российской Федерации на 2001—2005 годы»).
В 2002 году за достигнутые научные достижения был награждён Государственной премией Правительства Российской Федерации (Постановление Правительства РФ от 30 августа 2002 г. № 647)
Глава научной школы «Теория и методика патриотического воспитания граждан России».
Во многом современная теория и практика воспитания патриотизма и дружбы народов в России сформировалась под влиянием материалов четырёх Всероссийских научно-практических конференций «Воспитание патриотизма, дружбы народов, гражданственности», проведенных по инициативе З. Т. Гасанова и под эгидой Российской академии образования, Государственного НИИ семьи и воспитания и Дагестанского государственного педагогического университета (в 1999, 2001, 2003, 2008 г.г.).
В 2009 году журнал «Известия Дагестанского государственного педагогического университета. Психолого-педагогические науки» посвятил целый номер изучению трудов З. Т. Гасанова и его научной школы.
После его смерти в 2013 году проведена V Всероссийская научно-практическая конференция «Воспитание патриотизма, дружбы народов, гражданственности» его памяти.
В настоящее время труды З. Т. Гасанова изучаются в педагогических вузах, по ним проводятся научно-практические конференции.
В 2015 году к 70-летию Великой Победы в Москве издательством Парнас была издана книга «Патриотическое воспитание граждан России: педагогическое наследие», которая объединила публикации и статьи З. Т. Гасанова, опубликованные в материалах конференций и в газетно-журнальных изданиях.

## Научные труды
Опубликовано более 175 научных работ.
Наиболее значимые работы:
Учебники:
1. Воспитание учащихся в духе дружбы народов. — Махачкала, Дагучпедгиз, 1966. — 72 с.
2. Воспитание юных патриотов — интернационалистов. — Махачкала, Дагучпедгиз, 1984. — 130 с.
3. Педагогика межнационального общения — М., 1999. — 390 с. (Учебное пособие с грифом Министерства общего и профессионального образования РФ).
Монографии:
1. Воспитание учащихся в духе дружбы народов. — Махачкала, Дагучпедгиз, 1966. — 72 с.
2. Воспитание юных патриотов — интернационалистов. — Махачкала, Дагучпедгиз, 1984. — 130 с.
3. Воспитание культуры межнационального общения: методология, теория, практика. — Махачкала, 1998. — 338 с.

## Правительственные награды
1972 г. — звание «Заслуженный учитель школы ДАССР».
1976 г. — знак «Отличник народного просвещения РСФСР».
1980 г. — знак «Отличник народного просвещения СССР».
1982 г. — звание «Заслуженный учитель школы РСФСР».
2002 г. — лауреат Премии Правительства Российской Федерации (Постановление Правительства России от 30 августа 2002 года № 647) за создание монографии «Воспитание культуры межнационального общения: методология, теория, практика» и учебного пособия «Педагогика межнационального общения» для педагогических высших учебных заведений.
2012 г. — Памятная медаль «Патриот России» (решение Правительства Российской Федерации).